# ژان موره‌آ
ژان موره‌آ (به فرانسوی: Jean Papadiamantopoulos, dit Jean Moréas) نویسنده و شاعر قرن نوزدهم میلادی اهل فرانسه است.